# Kanadas herrlandslag i volleyboll
Kanadas herrlandslag i volleyboll (engelska: Canada men's national volleyball team, franska: Équipe du Canada de volley-ball) representerar Kanada i volleyboll på herrsidan. Laget slutade på fjärde plats vid 1984 års olympiska turnering.

### Fotnoter
1. ↑  Todor Krastev (19 mars 1984). ”Men Volleyball XXIII Olympic Games Los Angeles (USA) 1984 - 29.07-10.08 Winner United States” (på engelska). Sport Statistics. Arkiverad från originalet den 26 juni 2015. https://web.archive.org/web/20150626133446/http://todor66.com/volleyball/Olympics/Men_1984.html. Läst 28 juni 2015.